# Voria capensis
Voria capensis là một loài ruồi trong họ Tachinidae.